# Leszbikusság

A 2019-ben elfogadott ötsávos hivatalos leszbikus zászló

A leszbikusság a homoszexualitás nők között megnyilvánuló formája.
A szó eredete a görög Leszbosz-szigetre (Λέσβος) vezethető vissza, ahol Szapphó görög költőnő (I. e. 628 körül, – I. e. 568 körül) élt és alkotott.

## Történelem

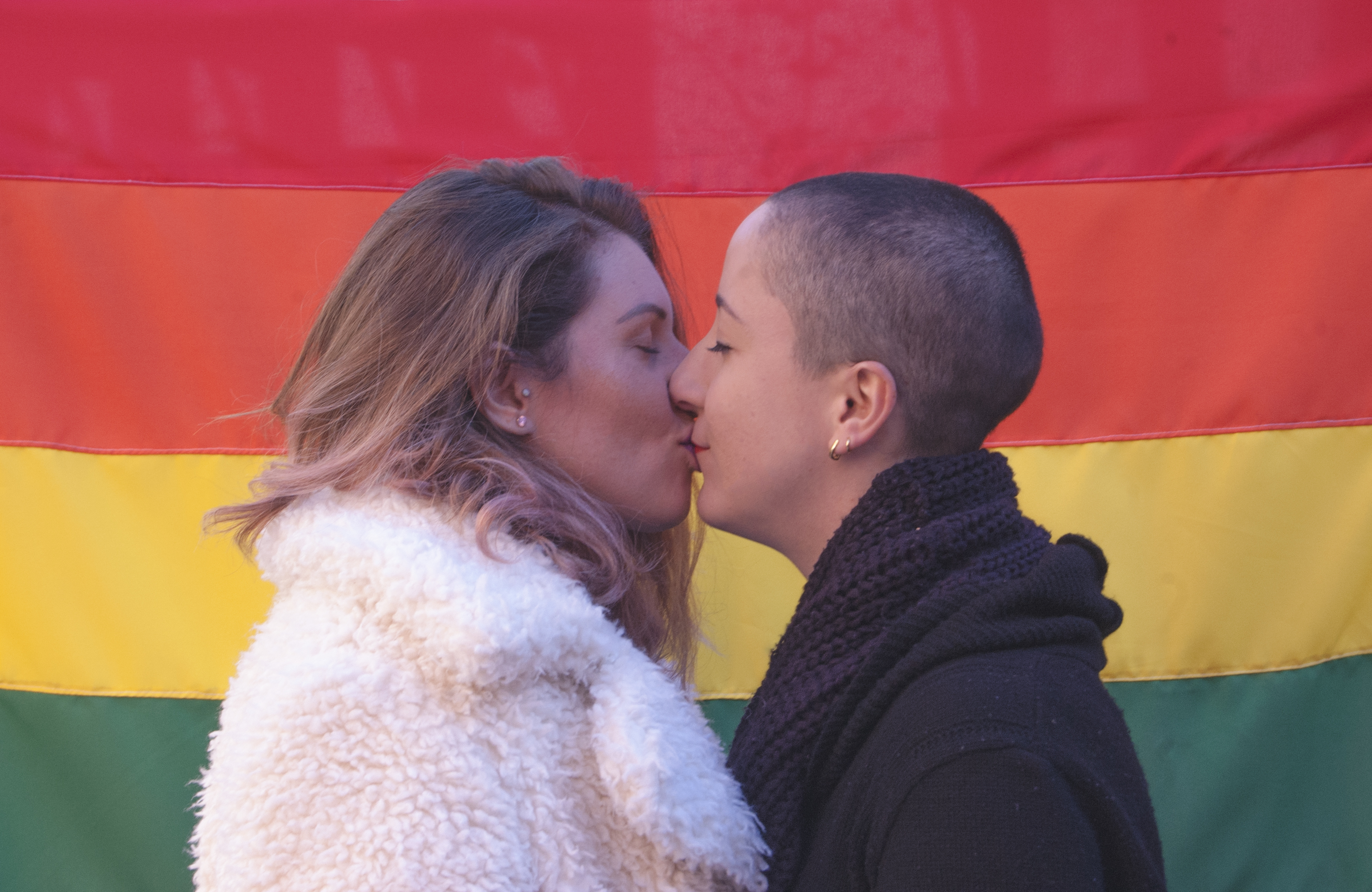
Két leszbikus nő

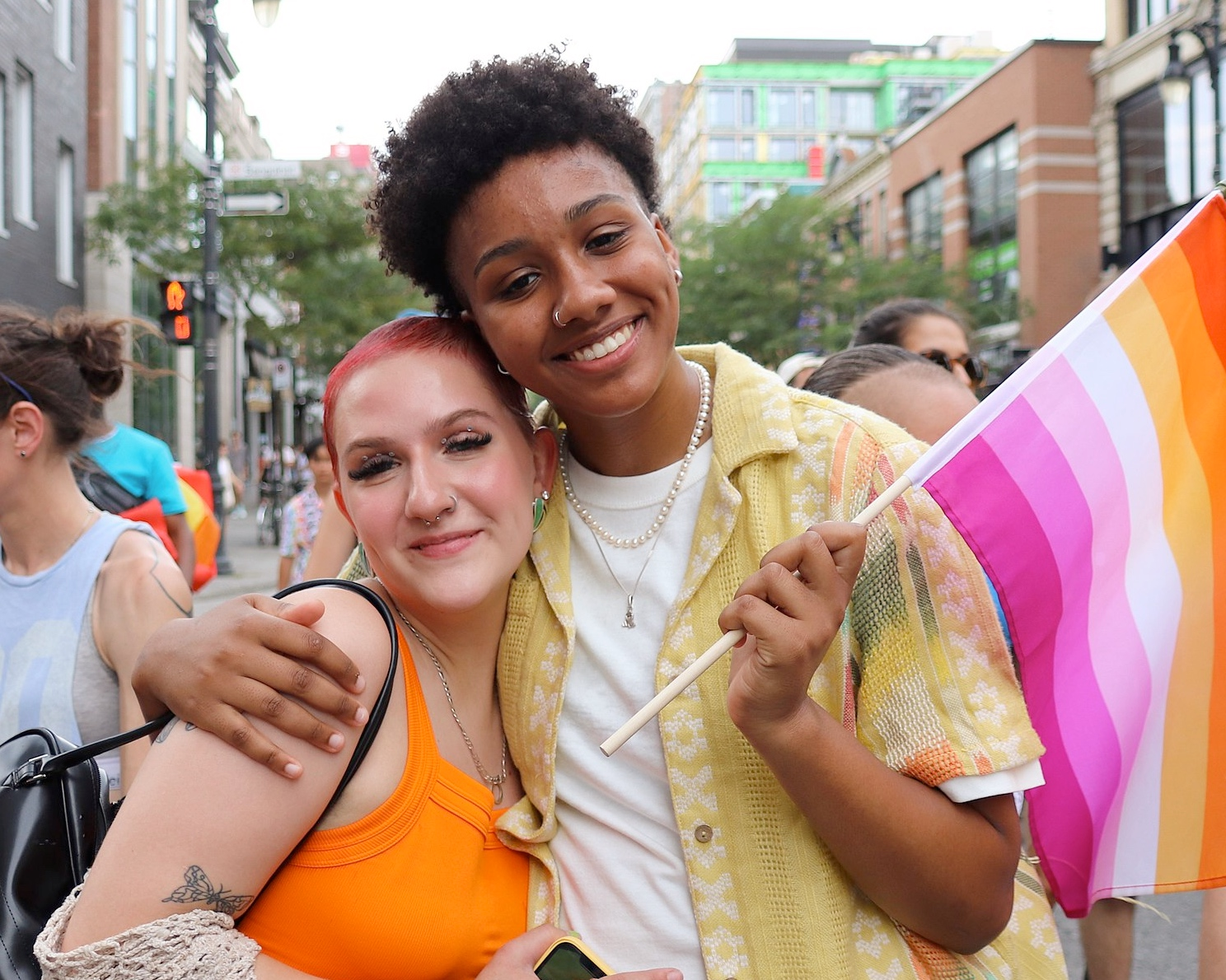
Két leszbikus nő a 2022-es Montreal Pride-on

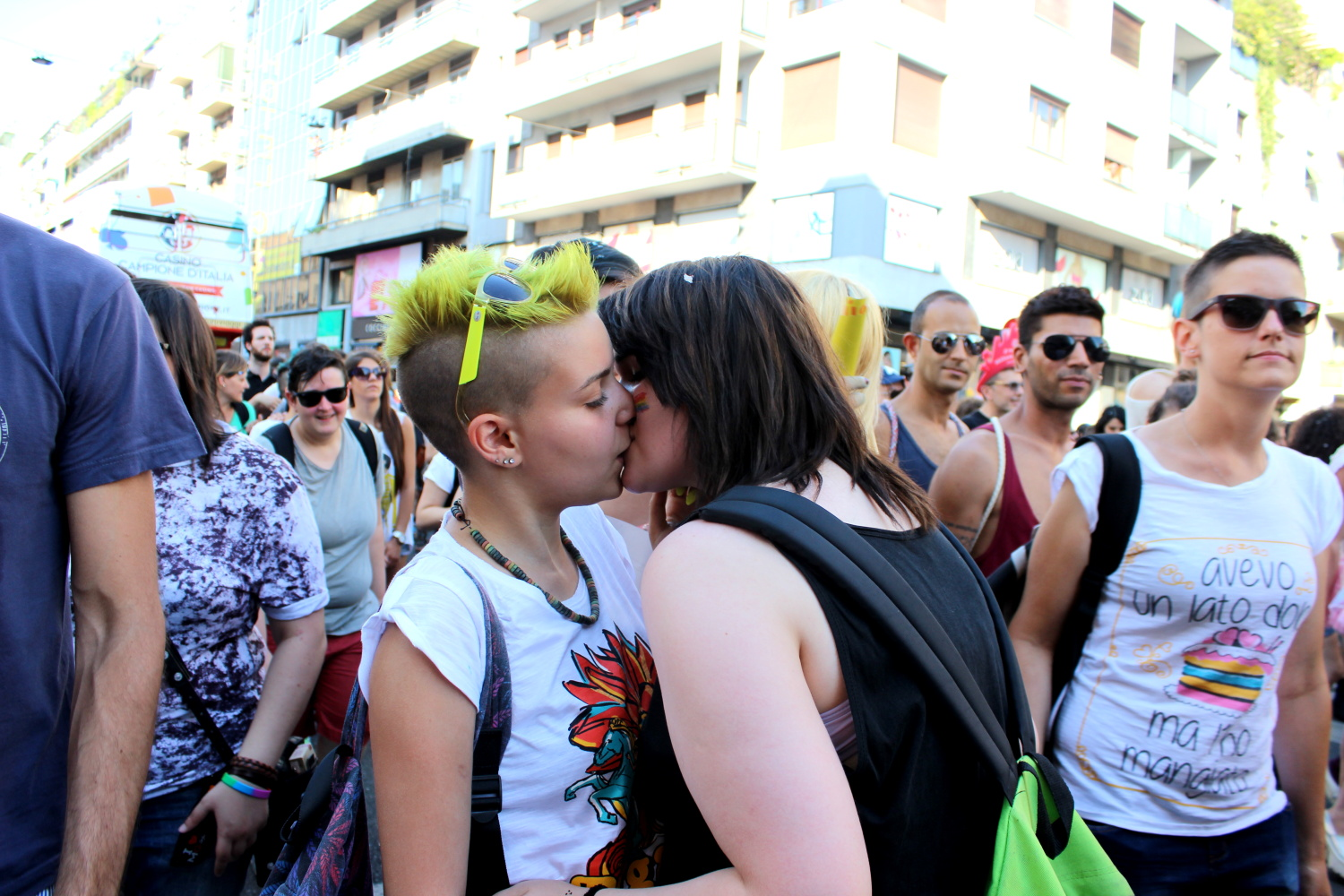
Két leszbikus nő a 2015-ös Milano Pride-on

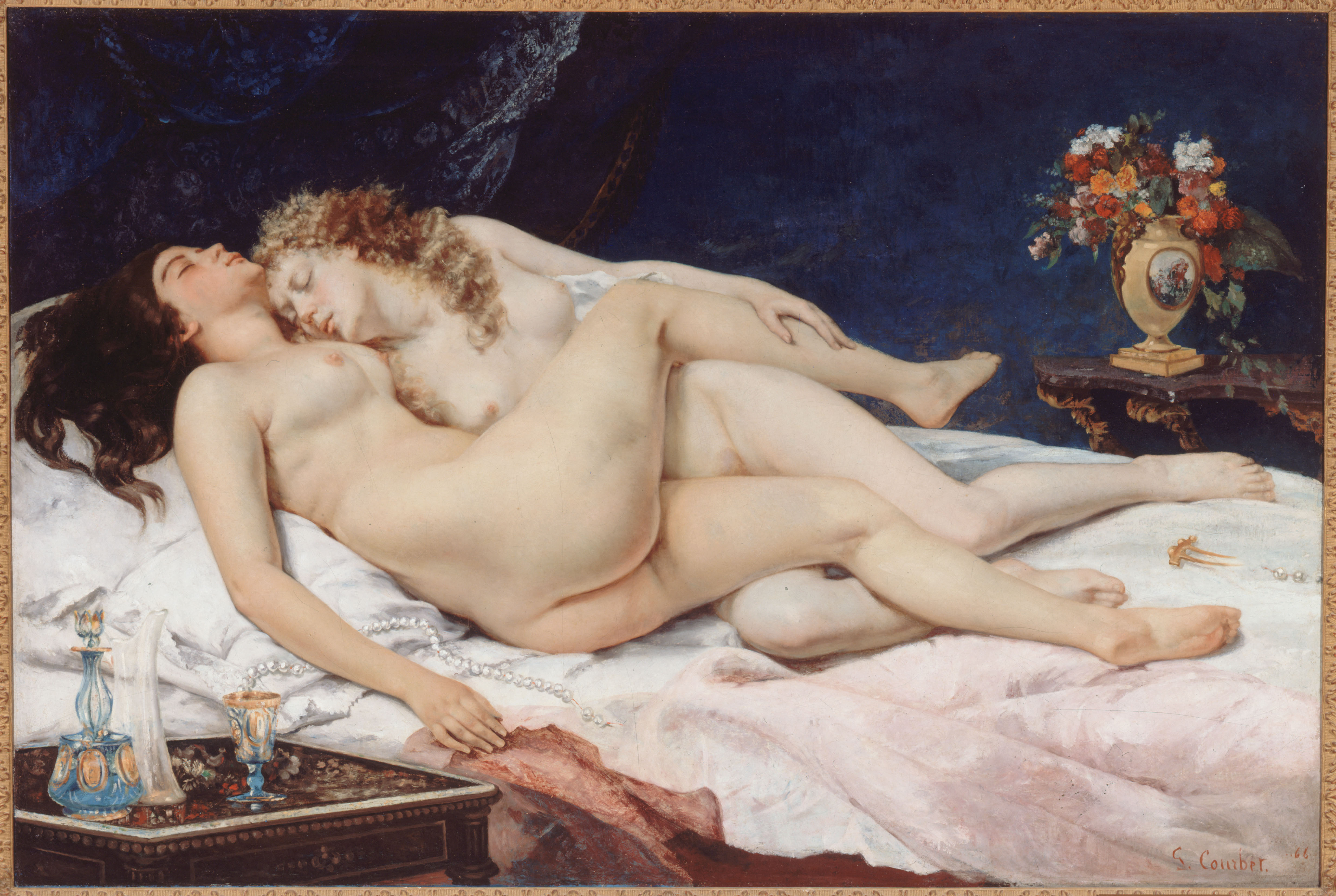
Gustave Courbet: Álom (1866), Musée des Beaux-Arts de la ville de Paris, Párizs

A leszbikusság létezése a férfi homoszexualitás mellett az ókorban tény volt, Spártában megemlíti Plutarkhosz, Platón még filozófiailag is megpróbálta elmagyarázni ezen jelenség okát. (Megjegyzendő, hogy az akkori társadalmi felépítésben a homoszexualitás szerepe teljesen más volt, mint manapság.) Találunk leszbikus kapcsolatra vonatkozó írásos emlékeket az ősi Kínából, erotikus érintkezést, romantikus viszonyt megéneklő verseket a Heian-kor Japánjából.
Az arab háremekben sem volt ritka, a helyzet jellegéből adódóan az ilyen kapcsolat: al-Hadi kalifa lefejezésre ítélt két lányt, akiket egymással való szeretkezésen kaptak rajta.
Az azonos neműekhez vonzódó személyeket a késő középkorban – kora újkorban, a jezsuiták megjelenésével kezdték el üldözni, mivel bűnnek tartották Isten ellen. Az adott időszak vallási és világi uralkodó eszméi Európában elképzelhetetlennek tartották megfelelően végrehajtott szexuális cselekményt nők között, férfi nélkül. A tizenkettedik században Etienne de Fougères a „Livre des manières” című munkájában (hozzávetőleges év: 1170) a leszbikusokról fejteget a kor csipkelődő stílusában, mint tyúkokról akik kakasokként viselkednek.
1797-ben de Sade márki is megemlékezik erről a szexuális magatartásról a Juliette története, avagy a bűn virágzása című regényében. A szabados életű arisztokrata a leszbikusságban is a lázadás lehetőségét látta és ezzel indította el főszereplőjét a teljes erkölcsi és morális züllés felé vezető úton.
Napjainkban egyre nagyobb bátorsággal áll egy-egy képviselője a nyilvánosság elé. (A köznyelv szerint „divat lett”.) A növekvő létszám annak az eredménye is, hogy a múltban és a közelmúltban, a nyugati kultúrákban végbemenő vagy még jelenleg is zajló változások hatására a nők jobban kontrollálhatják saját (szexuális) életüket.
Lásd még: LMBT-törvények listája.

## Kultúra

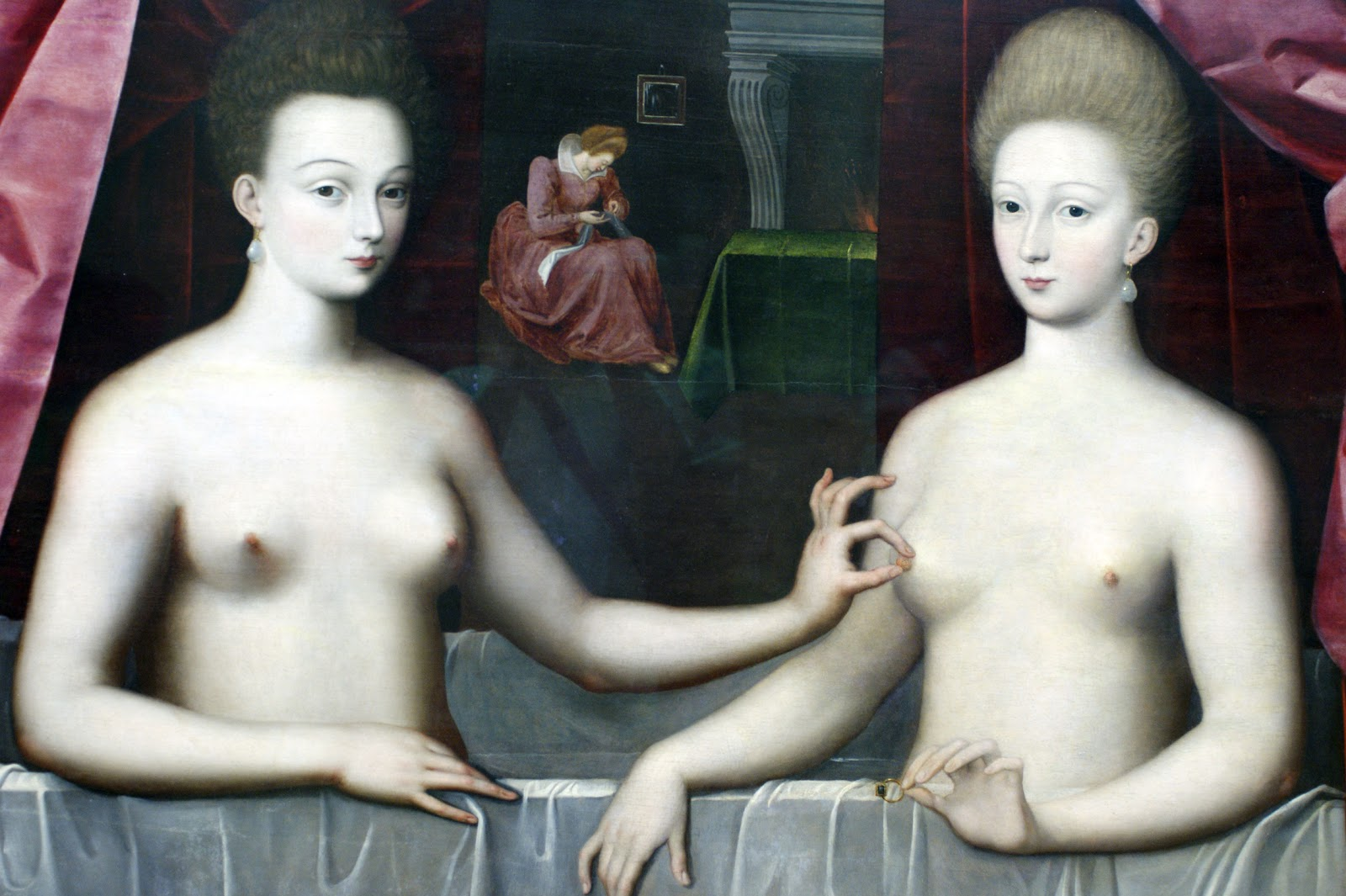
Ismeretlen festő: Gabrielle d'Estrées és Duchesse de Villars portréja (1594 körül), Louvre, Párizs

Kevésbé jól szervezettek a férfi szubkultúrához képest, és körükben kevésbé gyakoriak a futó kapcsolatok. Néhány esetben együttműködés alakul ki a meleg férfiak és leszbikus nők között, de ellentétek is megfigyelhetők, különösen akkor, ha a nők részt vesznek feminista mozgalmakban is.
Az Egyesült Államokban írtak első alkalommal a kialakuló meleg és leszbikus identitásokról a rövid életű meleg és leszbikus újságokban, és itt jelentek meg először olyan röpiratok (például Radicalesbians, The Woman Identified Woman, Lavender Culture), amelyek az aktív politizálás fontosságát és egy fölszabadítási tendencia beindításának szükségességét propagálták. A politikai cselekvés egyik elemi összetevője a nyilvános és politikai föltárulkozás, a coming out volt.
A napjainkban születő meleg és leszbikus elméletek általában megkérdőjelezik az uralkodó orvosi és pszichiátriai homoszexualitás-képet (rendszerint a queer gondolkodás lehetőségeit elemezve), lebontják a leszbikus és meleg identitásokat övező sztereotípiákat, és föltérképezik a meleg és leszbikus identitások és identitáspolitikák tevékenységét az eltérő helyszíneken és korszakokban.
..olyan világban szeretnék élni, ahol a fiam nyugodtan lehetne Sarah, a lányom pedig James.
Mérsékeltebb külső szemlélők egyre inkább hangot adnak abbéli véleményüknek, hogy helytelen, ha a konzervatívabb szelleműekből gúnyt űznek, és bigottnak nevezik őket.

## Szülés és az anyaság
A leszbikus pároknak gyakran vannak gyerekeik, bár igen nehéz a gyermeket maguknál tartani. Mielőtt határozatot hoznak a gyermek elhelyezéséről, előzetes döntést hoznak a felől, hogy a leszbikus anya alkalmas-e a szülői feladatok ellátására.

## A fekete háromszög és más szimbólumok

Leszbikus szimbólum

A rózsaszín háromszöghöz, az egyik legismertebb, a meleg közösségben felismert szimbólumhoz hasonlóan a fekete háromszög is a második világháborús, náci Németországból származik.
Bár a korabeli, Hitler által 1935-ben módosított német törvénykönyv 175-ös paragrafusa (amely tiltja a homoszexuális kapcsolatokat, magában foglalva az ölelést, csókot, és fantáziákat) nem terjedt ki név szerint a leszbikusokra, a fekete háromszög bizonyítottan az aszociális személyek jelzésére szolgált. Mivel a náci gondolatrendszer a nőkkel kapcsolatban a gyerekre, a konyhára és a templomra épült, a fekete háromszöget hordó rabok lehettek leszbikusok, prostituáltak, a gyermekszülést elutasító és egyéb „antiszociális” vonásokat mutató nők is.
Ahogyan a rózsaszín háromszög a szolidaritás és büszkeség jelképévé vált a férfiszimbólumok között, úgy lett a fekete háromszögnek hasonló jelentése a feministák és a leszbikusok számára.
(Megemlítendő érdekesség, hogy a csúcsával lefelé fordított háromszög jellegzetes női szimbólum, a vulva egyszerűsített rajza.)

### Nemi szimbólumok
A nemi szimbólumok asztrológiai jelek.
A Mars   tradicionálisan a férfi, a Vénusz  a női szimbólum.
A leszbikusság kifejezésére a kettős, összekapcsolt Vénusz jelet alkalmazzák körülbelül az 1970-es évek végétől, de egyes feministák a „női testvériség” képi megjelenítésére alkalmazzák, ők a leszbikusság kifejezésére három összekapcsolt Vénusz szimbólumot használnak. (Ez utóbbit azonban egyesek a monogámia elutasításának is szokták fordítani.) 
A heteroszexualitás szimbóluma az összekapcsolt Mars és Vénusz jel. 

### A labrisz

A régi leszbikus zászló Venus szimbólumokkal

A leszbikus feministák 1970-es évek óta használatos zászlaja (közepén az ókori amazonhadsseregek kétoldalú fegyverével a Labrisz bárddal)

A labrisz (labrüsz) kétoldalú bárd, az ősi matriarchális társadalmak elterjedt fegyvere és arató eszköze volt. A klasszikus görögben a neve peleküsz πέλεκυς, vagy szagarisz.
Magának a fegyvernek a története paleolitikumba, vagy neolitikumba nyúlik vissza, gyakori kapcsolatokkal a Földanyához (pld.Demeter, a föld istennőjének jogara labrisz volt).
Sokszor látható görög művészeti emlékeken, amint amazon hadseregek forgatják. Ezen felül állat áldozat bemutatásakor is használták.
Jelképként megjelent görög fasizmusban is (1936-tól 1941-ig). A modern Görögországban a labrisz/pelekys alkalmanként a görög újpogányok és black metal-rajongók egyik kedvelt archaikus szimbóluma. Labriszok egyszerűen vásárolhatók a görög heavy metal-boltokban.
Napjainkban, valószínűleg a mítikus amazon kultúra hagyományaira alapozva a harci fejsze alkalmanként a női társadalom tudatos erejét jelképezi, úgy is mint leszbikusság, vagy feminizmus. Az 1999-ben megalakult magyar Labrisz Leszbikus Egyesület is ezt választotta magának névadóul.

## Szexualitás
A két nő közötti testiség különbözik a két férfi közötti homoszexuális interakciótól, és a heteroszexuális nő és férfi szexualitástól.
Néhány nő a saját nemével való kapcsolata ellenére sem identifikálja magát leszbikusnak, hanem inkább a biszexuális, vagy nemi és szexuális határokat elmosó queer szót alkalmazzák, ez utóbbit elsősorban angol nyelvterületen. (Zárójelben itt megjegyzendő: a „leszbi” kifejezés nem tanácsos, mert félreérthető: inkább a szórakoztatóiparban férficsalogatóként alkalmazott, többnyire heteroszexuális nőkre utal A „leszbishow” a diszkók ketrectánc műsora után, a night-klubok kedvenc erotikus programja.)
Mint minden más személyek közötti viszony, a leszbikus szexuális kontaktus jellege is a magának a személyek közötti kapcsolatnak a függvénye. Lehet teljes értékű, vagy küszködhet problémákkal éppúgy, ahogy egy heteroszexuális, vagy férfi homoszexuális kapcsolat.

## A leszbikusság szociális státusza
A leszbikussághoz való viszonyulás különbözősége a férfi homoszexualitástól a női szexualitás a társadalomban élő eltérő értelmezéséből ered.
A női test szexuális asszociációit széles körben igyekszik kiaknázni például a reklámipar, és ez alól a leszbikusság ábrázolása sem kivétel.

### Tolerancia
A heteroszexuális férfiak és a heteroszexuális női társadalom is gyakran jobban tolerálják a leszbikusokat, mint a férfi homoszexuálisokat. Így tehát a leszbikus kifejezés pejoratív terheltsége sokkal kisebb.
- A legszemléletesebb példa az, hogy a nők sokkal közelebbi fizikai kontaktusban vannak már gyerekkoruktól kezdve, mint a férfiak. Míg ugyanez a hasonlóan, vagy sokkal mélyebb és tartósabb barátsággal egymáshoz viszonyuló férfiak között a társadalomban élő férfikép miatt elképzelhetetlen.
- Heteroszexuális férfi oldalról ennek a „toleranciának” egyik sokszor felmerülő indoka, hogy triviálisan továbbra is potenciális partnernek tekintik az ilyen szexuális identitású nőket,[14] akik ráadásul a szokásostól eltérő megnyilvánulással gyakorolják a testiséget, ami felfokozhatja az érdeklődésüket. Ez a felfogás egy valóban leszbikus nővel szemben nélkülözi a logikát.

A 2002 februárjának magyar választási kampánya során változatos módszerekkel buzdították a szavazóközönséget az aktivizálódásra. Egyik eszköze a különböző szubkultúrákat, kisebbségeket, egyedi élethelyzetű állampolgárokat (romákat, mozgássérülteket stb.) külön-külön megcélzó plakátsorozat volt. Ezen belül szerepelt két fiatal lányt félmeztelenül ölelkezve ábrázoló az életnagyságnál valamivel nagyobb mű. Fogadtatása vegyes volt, mind a heteroszexuális, mind a homoszexuális, illetve a vallásos polgárok körében, legyenek azok nők, vagy férfiak. A leszbikus szervezetek a sztereotíp ábrázolásmód ellen emelték fel a hangjukat.
Megtörtént, hogy leszbikus nők átragasztották a modell lányok mellét A4-es papírdarabokkal, amelyet a következő felirattal láttak el „Judit vagyok. Leszbikus. Én felöltözve szoktam szavazni menni. És te?” A modellekről a stúdió és önmaguk is heteroszexuálisként nyilatkoztak.

## A művészetben

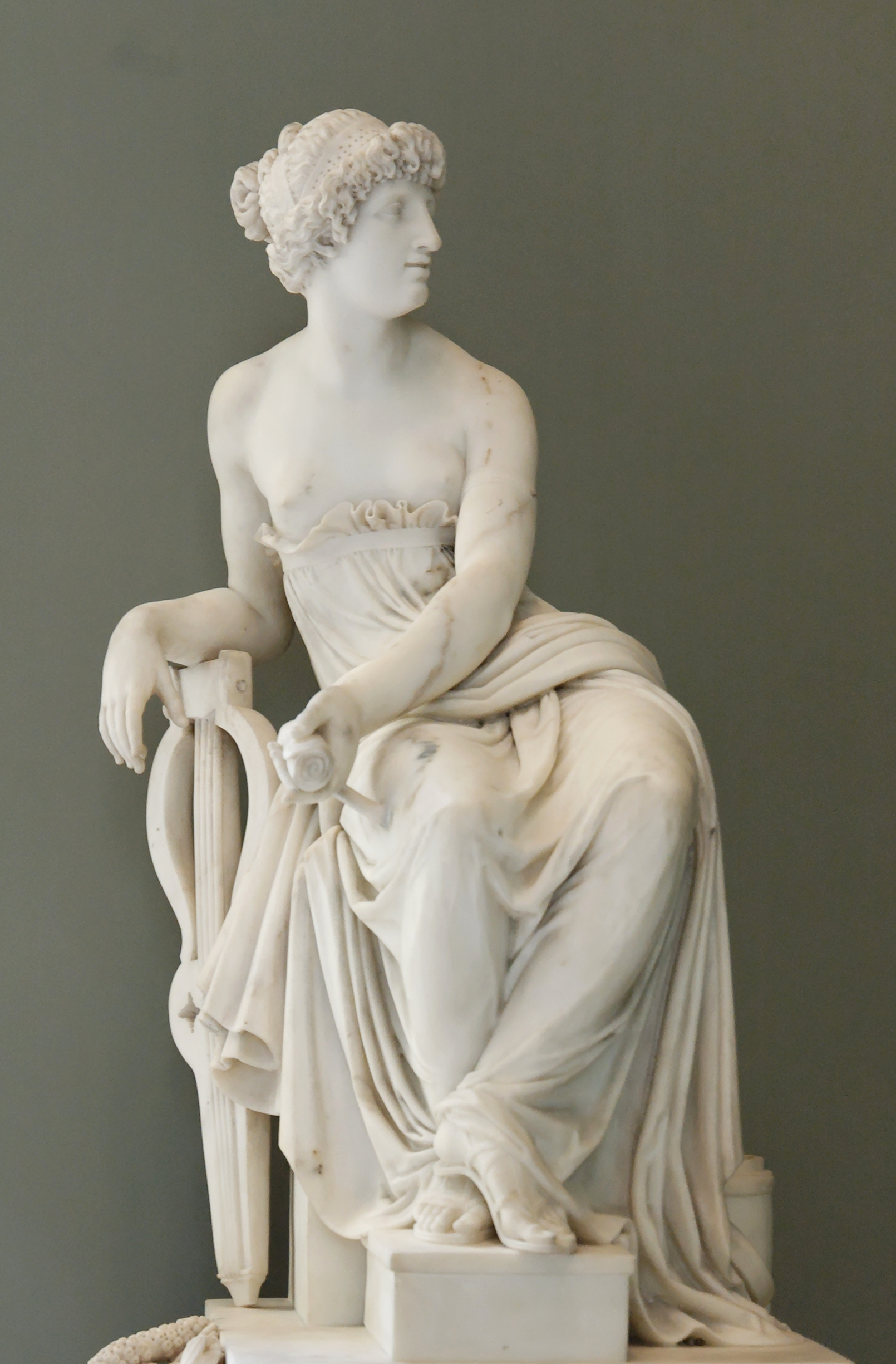
Claude Ramey: Szapphó az ókori költőnő (Louvre)

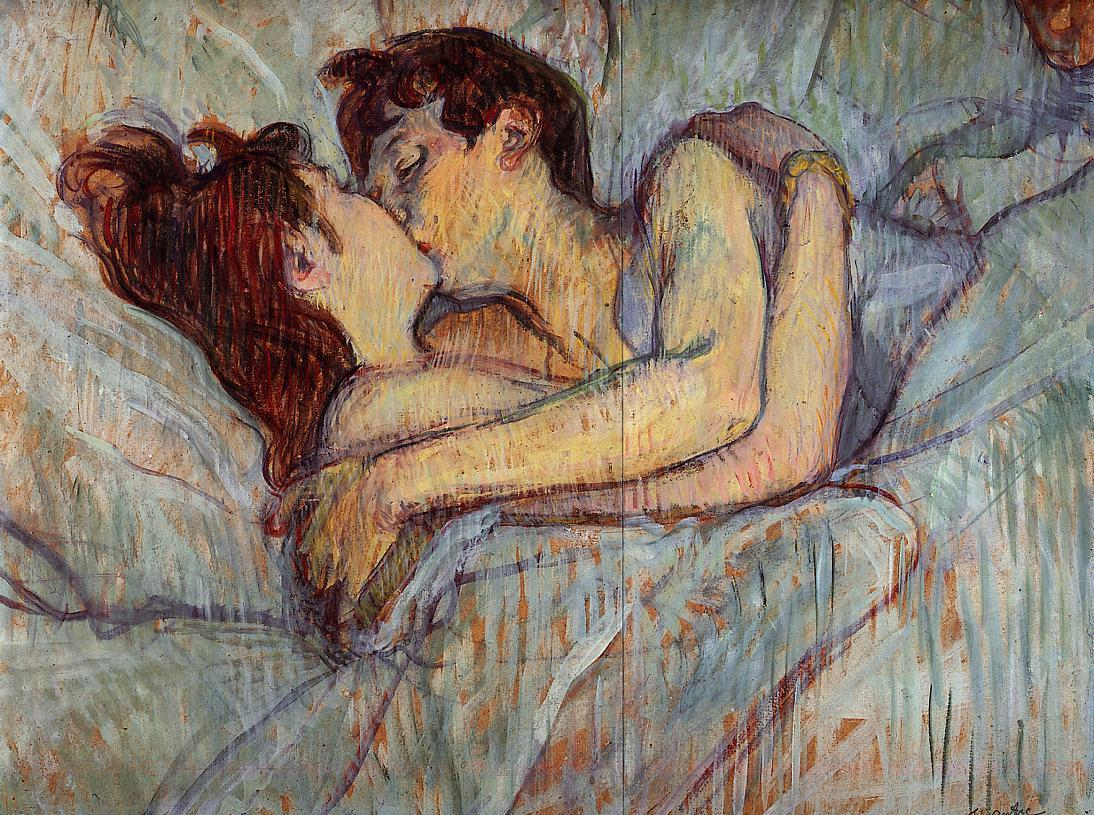
Henri de Toulouse-Lautrec: In bed the kiss

### Filmek
- Az első leszbikus témájú filmet Mädchen in Uniform címen vetítették 1931-ben, Christa Winsloe regénye alapján, amit Leontine Sagan rendezett. Egy iskoláslány, Manuela von Meinhardis és a tanárnője között szövődő szerelemről szólt. A filmet nő írta és rendezte és nagy hatással volt a német leszbikus klubokra.
- A Mindent Éváról (All About Eve) 1950-es filmben, az eredeti forgatókönyvben a fő karakter egy leszbikus nő volt, de ezt nagyon kényesnek találták a végső verzióban. Azonban némileg finom célzásként bennehagyták a figurájában, amit a nézők kétséget kizárólag érezhetnek benne.
- Egymásra nézve az első magyar leszbikus témájú alkotás, ami 1982-ben készült és Makk Károly rendezte. (Az 1982-es cannes-i filmfesztiválon két díjat is nyert.
- Henry és June (Henry and June) 1990-es amerikai film. A történet 1931 bohém Párizsában játszódik, ahol Henry Miller, író és felesége, a titokzatos és kísértetiesen érzéki June éli a művészek excentrikus, öntörvényű napjait. Amikor a fiatal Anaïs Nin egy napon találkozik az extravagáns kettőssel, csakhamar véglegesen a bűvkörükbe kerül.
- Elemi ösztön (Basic Instinct) 1992-es amerikai thriller, Nick Curran detektív (Michael Douglas) történetét meséli el, ahogy egy dúsgazdag és manipulatív regényírónő, Catherine Tramell (Sharon Stone) után nyomoz, akit brutális gyilkossággal gyanúsítanak. Leszbikus szereplője Catherine barátnője: Roxy.
- Érzékek iskolája Magyar filmdráma 1996-ból, angolul School of Senses címen jelent meg. Alapja Esterházy Péter Csokonai Lili: Tizenhét hattyúk című regénye. A történetbeli leszbikus szál: Lili és a Szépasszony kapcsolata.
- Fülledtség (Bound) 1996, a Wachowski testvérek filmje. A kis bandavezér barátnője összeáll a börtönből szabadult, ugyancsak a maffiának dolgozó „takarítóval”, hogy kifosszák őket. A dolog azonban balul sül el: a talpon maradt és csak látszólag nyámnyila főnök: Caesar átlát a szitán, és bosszút forral…
- Redvás Åmål 1998-ban készült svéd film. Eredeti címe „Fucking Åmål”, melyet az angol nyelvű országokban „Show Me Love”-ra (Mutasd meg mi a szerelem) tompítottak. A filmet hazánkban először a 8. Titanic Nemzetközi Filmfesztiválon (2000) mutatták be „Kurva Åmål” címen. A film két középiskolás lány történetét meséli el, akik egy iskolába járnak egy jelentéktelen kisvárosban, Åmålban. Elinnek (Alexandra Dahlström), sok barátja van, sokat jár szórakozni, mégis valahogy üresnek érzi az életét. Agnes (Rebecka Liljeberg) ennek pont az ellenkezője, visszahúzódó és szinte nincsenek is barátai. Agnes szerelmes Elinbe, de nem tudja, hogyan mondhatná el neki.
- A fiúk nem sírnak (Boys Don't Cry), egy 1999-ben készült amerikai filmdráma. Transznemű témájú, de leszbikusok körében szintén kifejezetten kedvelt. Brandon Teena, a fiatal, önmagát kétneműnek valló személy története, akit, miután kiderült valódi identitása, két ismerőse megerőszakolt és megölt.
- Aimée és Jaguár (Aimée & Jaguar) 1999-es német film. A cselekmény az 1942-es Berlinben játszódik. A 29 éves, férjezett Lilly Wust („Aimée”), a férjezett német háziasszonyok mindennapi életét éli, míg meg nem ismeri a 21 éves, zsidó Felice "Jaguár" Schragenheimet.
- Mulholland Drive – A sötétség útja (Mulholland Drive), amerikai thriller 2001. Alcíme: A Love Story in the City of Dreams. Rendezője: David Lynch, az idő és eseménysíkokat feldarabolva és újra összeillesztve ábrázolja, ami a film számos különböző értelmezését teszi lehetővé. Az alapkoncepció, amiben többé-kevésbé egyetértenek a nézők: Diane közepesen tehetséges színésznő, szerepekhez is csak barátnője Camilla révén jut, aki viszont megcsalja és később szakítanak. Diane ezután megöleti egy bérgyilkossal.
- Az órák (The hours) 2002-es angol, világszerte számtalan díjjal jutalmazott film.
- Bársony nyalóka (Tipping the Velvet) 2002-es angol film, alapja egy 1998-as, a viktoriánus korban játszódó leszbikus regény. A naiv és ártatlan Nan a vidéki élet elől Londonba menekül a színpadon férfiként szereplő Kittyvel. Kezdetben csak a fellépéseik közösek, de később viszonyt kezdenek egymással.
- Adèle élete 2013-ban bemutatott francia filmdráma, romantikus film. A tizenöt éves Adèle barátnőivel együtt úgy gondolja, hogy egy lánynak a fiúkkal kell ismerkednie, meg is találja partnerét Thomas személyében. Miközben randevúzik a fiúval, elmegy mellettük két leszbikus lány, és Emma megigézi Adèle-t. Később egy bárban találkozik Emmával, aki művészetet tanuló egyetemista, közel kerülnek egymáshoz, a köztük lévő életkorbeli, társadalmi, kulturális különbözőségek dacára. Szexuális együttléteiket kendőzetlenül, minden prüdéria mentesen mutatja meg a kamera.
- Below Her Mouth 2016-ban bemutatott kanadai film, egy nem várt affér szenvedélyes szerelembe csap át, és megváltoztatja mindkét nő életét.

### Filmsorozatok
- Lip Service 2001-ben forgatott amerikai filmsorozat.
- The L Word dráma sorozat a Los Angeles-i leszbikus és biszexuális nők, azok családjának és szerelmeinek életét mutatja be. 2004-2009 között futott.
- Narancs az új fekete (Orange is the New Black) 2013-2019 között forgatott amerikai vígjáték-dráma sorozat.

### Pornográf filmek
- Pornográf filmekben – és egyéb pornográf művekben – is gyakori a leszbikusság témája, de ott a műfajból adódóan elsősorban a szexuális kontaktus látványos bemutatása kerül előtérbe, kevéssé a vonzalom érzelmi kompetenciája, emiatt az ott látott szereplők és viselkedésük jelentősen eltérhetnek a leszbikusságot valóban életvitel szerint folytató nőktől.

Színésznők, akik leszbikus karaktert alakítottak: Alicia Silverstone, Anna Chancellor, Charlize Theron, Evan Rachel Wood, Naomi Watts, Ali Liebert, Caity Lotz, Calista Flockhart, Anna Silk, Anna Paquin, Cate Blanchett, Catherine Zeta-Jones, Gina Gershon, Kovács Patrícia, Gryllus Dorka, Alexis Smith, Melína Merkúri, Catherine Deneuve, Chevi Colton, Nia Long, Whoopi Goldberg, Queen Latifah, Angelina Jolie, Rachel Weisz, Ellen Barkin, Fanny Ardant, Glenn Close, Hayley Atwell, Joey Lauren Adams, Kate Mara, Rooney Mara, Sarah Michelle Gellar, Denise Richards, Neve Campbell, Görög Zita, Udvaros Dorottya, Claire Forlani, Rebecca Romijn, Mischa Barton, Anna Kendrick, Olivia Wilde, Mia Kirshcner, Laura Harring, Jennifer Garner, Cate Blanchett, Jennifer Aniston, Kaylani Lei, Eva Longoria, Maria Bravo, Jennifer Beals, Erin Daniels, Sarah Shahi, Karina Lombard, Laurel Holloman, Katherine Moennig, Leisha Hailey, Laura Innes, Lisa Vidal, Blake Lively, Jorja Fox, Elizabeth Mitchell, Megan Mullally, Jeri Ryan, Sandra Bernhard, Lindsey Dawson, Annabelle Apsion, Elle Macpherson, Julianna Margulies, Lucy Liu, Lucy Lawless, Alyson Hannigan, Jes Macallan, Madeline Zima, Natalie Portman, Naomi Watts, Amber Benson, Csipka Zsuzsa, Michelle Clunie, Thea Gill, Kate Winslet, Jane Sibbett, Joely Richardson, Kate Capshaw, Jessica Hecht, Courteney Cox, Gal Gadot, Ellen Page, Rachel McAdams, Zoie Palmer, Maggie Q, Michelle Rodriguez, Gemma Arterton, Anne Hathaway, Zelda Williams, Anna Friel, Mia Kirshner, Lena Headey, Piper Perabo, Olivia Wilde, Noomi Rapace, Sienna Miller, Susan Sarandon, Natasha Lyonne, Rooney Mara, Monica Bellucci, Peta Wilson, Neve Campbell, Olivia d'Abo, Portia de Rossi, Eliza Dushku, Stéphanie Szostak, Anne Heche és még sokan mások.

### Képregény
A popkultúrában népszerű képregények lapjain ritkán jelennek meg nyiltan leszbikus karakterek. A kevesek közé tartozik a Marvel Comics képregényeiből Rejtély és volt élettársa, Sors, Karma valamint Phyla-Vell és Holdsárkány. A DC Comics lapjaiból Batwoman (vonzódásának tárgya egy René Montoya nevű egykori rendőrnő).
Neil Gaiman író a Sandman képregényciklushoz kapcsolódó Death (Halál) sorozatából a „The time of your life” rész leszbikus párja: kisgyermekes anya Hazel és az énekesnő Foxglove.

### Manga és Anime
Mangában és animében a leszbikus kapcsolat neve shoujo-ai, amennyiben testi kontaktus is szerepel a történetben juri.
- A Sailor Moon harmadik szériájában (Sailor Moon S) leszbikus kapcsolatot mutat be két hősnője Sailor Uranus és Sailor Neptune között. A sorozat e része erős cenzúrán ment keresztül, az USA-ban bemutatott változatban átírták a két karakter dialógusait, és mint unokatestvéreket szerepeltették-, amivel jó pár szituáció értelmezhetetlenné vagy ellentmondásossá vált.
- Utena, a Revolutionary Girl Utena (少女革命ウテナ, Shōjo Kakumei Utena, 1997 ) hősnője a maszkulin leszbikus nő tipikus megjelenése, aki az egész sorozat alatt dilemmában van, hogy a férfi hercegképet válassza, vagy ő maga legyen a herceg, és végül a barátnője mellett dönt.
- A Chirality (キラリティー, Chirality): a Földet megtámadó mechanikus vírus elleni harc utolsó esélye az Adam és Eva terv, létrehozni az emberiség megmentőit közös nevükön a Chirality Artificial Recombine Of Life-ot (vagyis Carolt); de a projekt csak részben jár sikerrel, és Carolnak partnert kell találnia…

## Bibliográfia
- Butler, Judith (1990): Gender Trouble. Feminism and the Subversion of Identity. London és New York: Routledge
- Foucault, Michel (1996): A szexualitás története. A tudás akarása. Ádám Péter ford. Budapest: Atlantisz
- Kalocsai Csilla (1997): Leszbikus identitások az élet- és föltárulkozástörténetekben. Szakdolgozat, ELTE Kulturális Antropológia Tanszék

### Magyar nyelvű hivatkozások
- https://www.hatter.hu/
- https://web.archive.org/web/20191210113654/http://pride.hu/
- https://www.labrisz.hu
- https://www.qlit.hu
- https://web.archive.org/web/20150217160000/http://sweetcandy.hu/hirek/
- https://pinkvanilla.hu Archiválva 2023. október 4-i dátummal a Wayback Machine-ben
- Leszbi sémák; Te melyik típusba tartozol?
- Czére Gyöngyvé: A férfiak elárulása? Leszbikus és biszexuális nők vallomásai; Interrébusz Egyesület, Budapest, 1989
- Leszbikus tér erő; szerk. Béres-Deák Rita et al.; Labrisz Leszbikus Egyesület, Budapest, 2000
- Szembeszél. Leszbikusok a szépirodalomban; szerk. Béres-Deák Rita et al., ford. Béres-Deák Rita et al.; Labrisz Leszbikus Egyesület, Budapest, 2001
- Judith C. Brown: Szemérmetlen cselekedetek. Egy leszbikus apáca élete a reneszánsz Itáliában; ford. Pap Vera Ágnes; Osiris, Budapest, 2001
- Előhívott önarcképek. Leszbikus nők önéletrajzi írásai; fel. szerk. Borgos Anna, szerk. Béres-Deák Rita et al., ford. Béres-Deák Rita et al.; Labrisz Leszbikus Egyesület, Budapest, 2003
- Eltitkolt évek. Tizenhat leszbikus életút; fel. szerk., előszó, jegyz. Borgos Anna; Labrisz Leszbikus Egyesület, Budapest, 2011
- Gulisio Tímea: Peremvilág. Szerelem tiltott utakon; riporter Onagy Zoltán; Athenaeum, Budapest, 2015